# Chukwubuikem Ikwuemesi
Charles Chukwubuikem Ikwuemesi (Lagos, 5 agosto 2001) è un calciatore nigeriano, attaccante dell'OH Lovanio.

## Carriera

### Club

#### Giant Brillars, Vorwärts Steyr e Krško

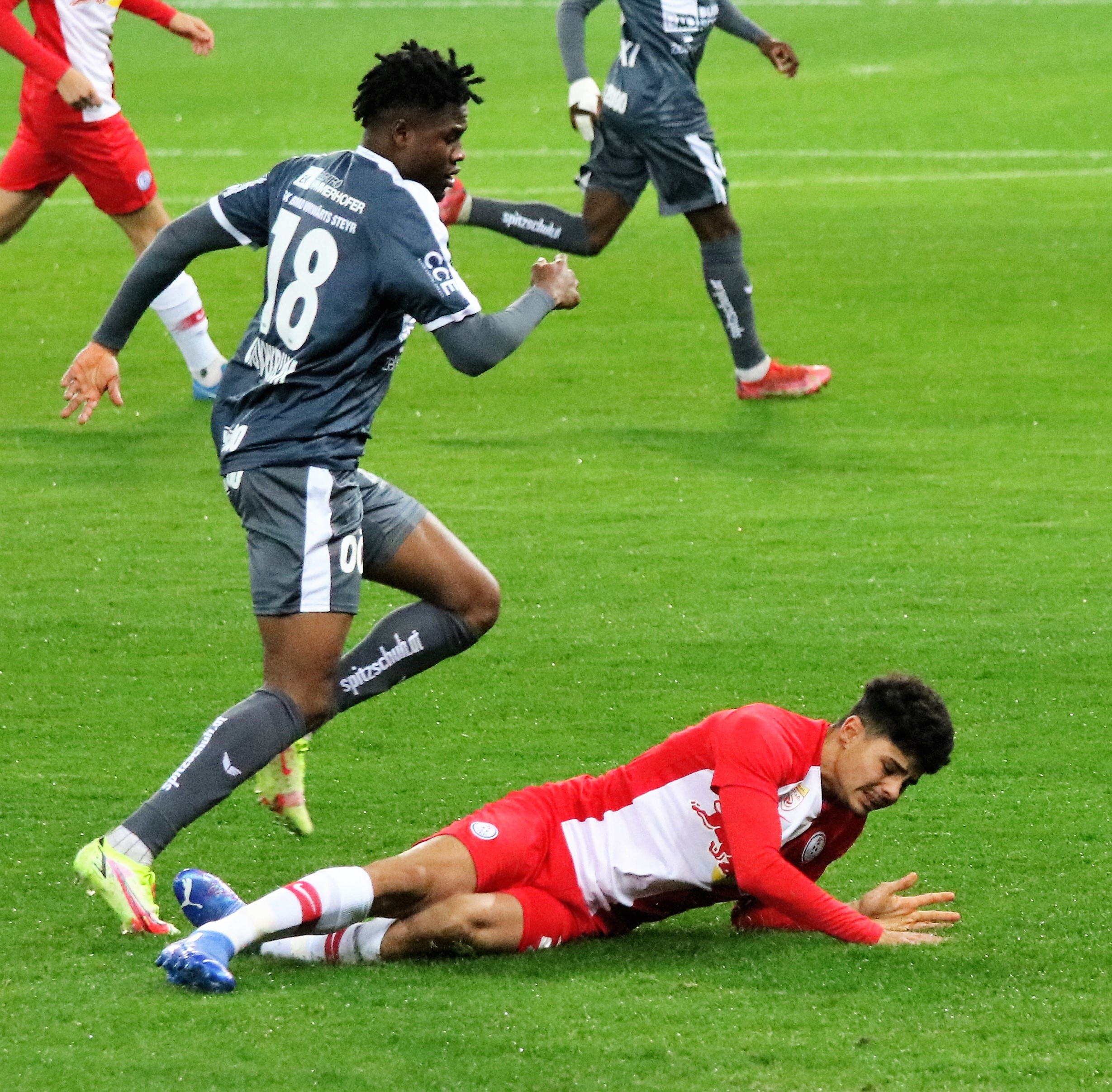
Ikwuemesi in una fase di gioco contro il Liefering il 29 ottobre 2021.

Inizia la sua carriera calcistica tra le file del Giant Brillars, che lascerà ufficialmente nel 2021, trasferendosi in prestito al Vorwärts Steyr, nel campionato austriaco. Ha esordito in 2. Liga il 18 settembre 2021, in una gara persa per 2-1 contro l'Austria Lustenau. Ha esordito in ÖFB-Cup il 21 settembre, in un match perso per 3-1 contro il Ried, dove segnerà anche la sua prima rete con il suo nuovo club. Tuttavia, questa rete si dimostrerà del tutto inutile perché la sua squadra sarà travolta per 3-1 dagli avversari. Metterà a segno la sua prima rete in campionato per il club il 6 novembre, in una gara vinta per 4-1 sul Dornbirn. Terminerà la sua esperienza austriaca con nove presenze e due reti totali tra tutte le competizioni, prima di lasciare il club a causa di problemi finanziari.
Dopo esser ritornato per un breve tempo al Giant Brillars, senza mai scendere in campo, è stato ufficialmente acquistato dal Krško, militante nella Prva slovenska nogometna liga. Il 12 marzo 2022 esordisce ufficialmente con il club, in una gara pareggiata per 0-0 contro il Drava Ptuj. Segna la sua prima rete il 1º aprile 2022, nella gara persa in trasferta per 2-1 contro il Krka. La giornata dopo, mette a segno subito la sua seconda rete, nella gara casalinga persa per 2-1 contro il Rudar Velenje. Terminerà la sua breve esperienza con undici presenze totali e mettendo a segno quattro reti.

#### Celje
Il 2 luglio 2022, viene acquistato a titolo definitivo dal Celje, sottoscrivendo un contratto valido fino al 2025. Esordisce ufficialmente con la sua nuova squadra il 16 luglio 2022, in una gara pareggiata per 0-0 in trasferta contro il Domžale. Il 21 agosto 2022 metterà a segno una doppietta nella gara pareggiata per 2-2 contro il Maribor. Non bisognerà aspettare molto prima di un'altra sua rete perché infatti segnerà un'altra rete importante nella vittoria per 2-0 sul Koper. La partita successiva metterà a segno l'ennesima doppietta della sua stagione contro l'Olimpia Lubiana. Concluderà la sua prima stagione con il club con 30 presenze e 9 reti in campionato. Inizia la stagione 2023-2024 esordendo nella gara pareggiata per 2-2 contro l'Aluminij, mettendo a segno la prima rete della stagione nella vittoria casalinga contro il Rogaška, dopo non esser stato convocato per due gare di seguito. Parteciperà alle qualificazioni per la UEFA Conference League esordendo nella gara persa per 4-3 in casa contro il Vitória Guimarães. Mette a segno la sua prima rete in una competizione UEFA il 10 agosto 2023, decidendo l'incontro disputato contro i bielorussi del Neman Grodno al 69' minuto.

#### Salernitana
Il 18 agosto 2023 viene ufficializzato il suo passaggio alla Salernitana, militante in Serie A, per circa 1,8 milioni di euro sottoscrivendo un contratto valido fino al 2027. Il giocatore ha scelto di voler indossare la maglia numero 22. Debutta in campionato il 28 agosto seguente nella gara pareggiata in casa per 1-1 contro l'Udinese, subentrando a Lorenzo Pirola all'85' minuto. Esordisce in Coppa Italia il 31 ottobre, mettendo a segno la rete dell'1-0 nella gara contro la Sampdoria: successivamente i granata vinceranno per 4-0 grazie alla doppietta di Loum Tchaouna e alla rete di Jovane Cabral. Il 10 novembre segna la sua prima rete in serie A, quella del provvisorio 1-0 in casa del Sassuolo, nella gara poi pareggiata per 2-2. Tuttavia il giocatore, assieme all'intera squadra, si troverà a vivere un'annata molto complicata sotto tutti i punti di vista, che terminerà con la retrocessione dei campani dopo tre anni consecutivi in massima divisione. Il giocatore conclude l'annata 2023-2024 mettendo a referto 27 presenze e 3 reti.

#### OH Lovanio
Il 24 luglio 2024 viene acquistato dall'OH Lovanio. Fa il proprio debutto ufficiale con i belgi il 4 agosto seguente, in una gara contro il Genk. Il successivo 26 ottobre realizza una doppietta ai danni del Charleroi. Il 4 dicembre seguente esordisce in Coppa di Belgio, segnando la rete del definitivo 5-0 ai danni dello Zulte Waregem. Si ripete in campionato il 27 dello stesso mese, decidendo la gara contro il Beerschot VA mettendo a segno un'ennesima doppietta.

### Nazionale
Nel 2020 è stato convocato dalla Nazionale nigeriana Under-20 in vista delle qualificazioni alla Coppa d'Africa Under-20.

## Statistiche

### Presenze e reti nei club
Statistiche aggiornate all'11 gennaio 2025.
| Stagione        | Squadra         | Campionato      | Campionato | Campionato | Coppe nazionali | Coppe nazionali | Coppe nazionali | Coppe continentali | Coppe continentali | Coppe continentali | Altre coppe | Altre coppe | Altre coppe | Totale | Totale |
| Stagione        | Squadra         | Comp            | Pres       | Reti       | Comp            | Pres            | Reti            | Comp               | Pres               | Reti               | Comp        | Pres        | Reti        | Pres   | Reti   |
| --------------- | --------------- | --------------- | ---------- | ---------- | --------------- | --------------- | --------------- | ------------------ | ------------------ | ------------------ | ----------- | ----------- | ----------- | ------ | ------ |
| ago.-dic. 2021  | Vorwärts Steyr  | 2. L            | 8          | 1          | CA              | 1               | 1               |                    | -                  | -                  |             | -           | -           | 9      | 2      |
| mar.-giu. 2022  | Krško           | 2. SNL          | 11         | 4          | CS              | -               | -               |                    | -                  | -                  |             | -           | -           | 11     | 4      |
| 2022-2023       | Celje           | 1.SNL           | 30         | 9          | CS              | 2               | 0               |                    | -                  | -                  |             | -           | -           | 32     | 9      |
| lug.-ago. 2023  | Celje           | 1.SNL           | 2          | 1          | CS              | -               | -               | UECL               | 3                  | 1                  |             | -           | -           | 5      | 2      |
| Totale Celje    | Totale Celje    | Totale Celje    | 32         | 10         |                 | 2               | 0               |                    | 3                  | 1                  |             |             |             | 37     | 11     |
| 2023-2024       | Salernitana     | A               | 25         | 1          | CI              | 2               | 2               |                    | -                  | -                  |             | -           | -           | 27     | 3      |
| 2024-2025       | OH Lovanio      | D1              | 20         | 4          | CB              | 2               | 1               |                    | -                  | -                  |             | -           | -           | 22     | 5      |
| Totale carriera | Totale carriera | Totale carriera | 96         | 20         |                 | 7               | 4               |                    | 3                  | 1                  |             | -           | -           | 106    | 25     |